# Kristallisation

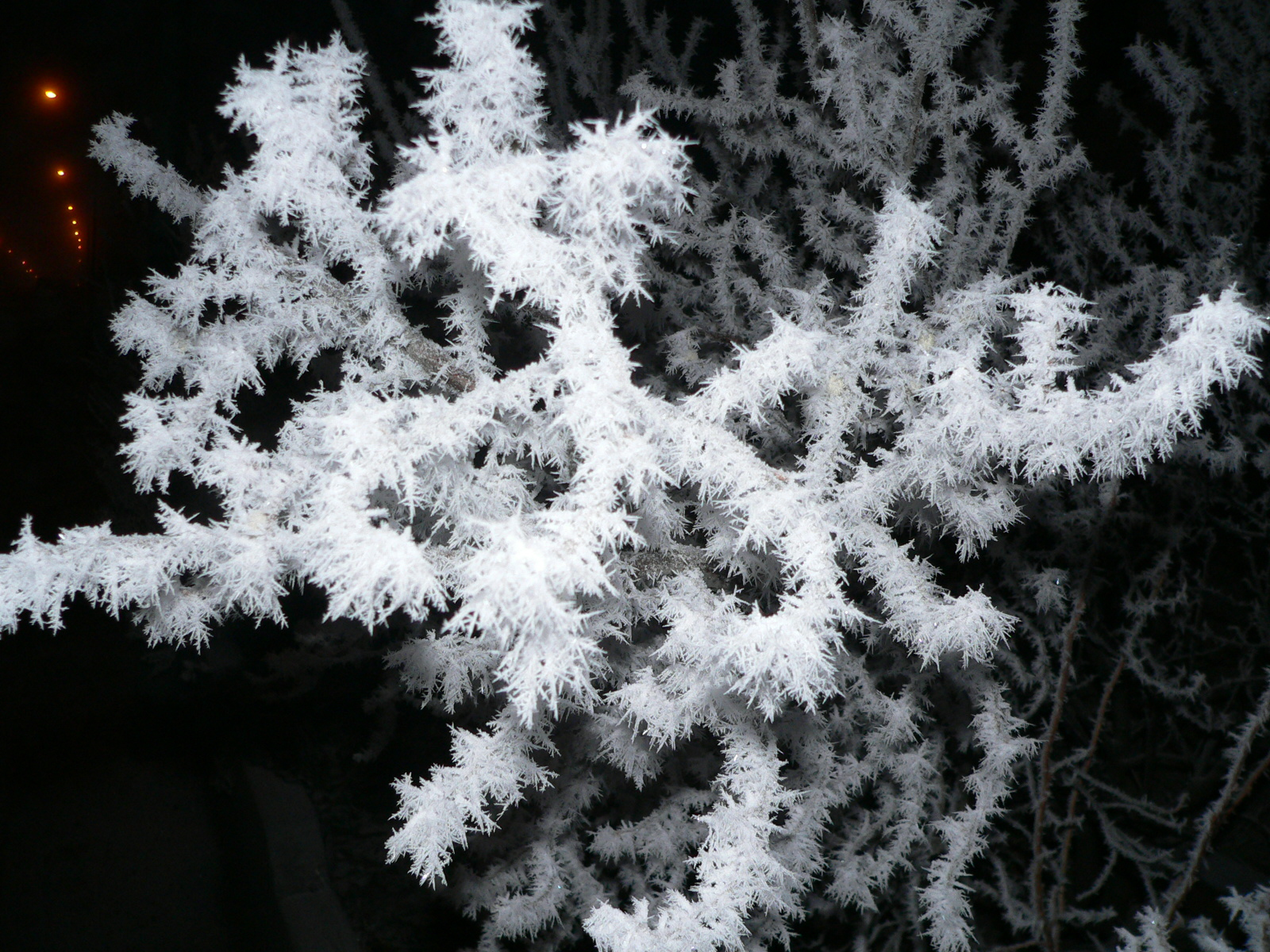
Bildande av iskristaller vid låg temperatur och hög luftfuktighet.

Kristallisation är bildning av en fast, kristallin fas, oftast ur lösning eller smälta. Om smältans eller lösningens temperatur sänks eller lösningen koncentreras så kan kristallens byggstenar sammanträffa och bilda de första partiklarna (groddar).

## Kristallisation inom geologin
I en magma är allt material i smält form. När temperaturen sjunker kommer olika joner att förena sig till olika kristaller (fasta arrangemang av joner i tre dimensioner). De övergår då till fasta ämnen. De olika jonerna bildar beroende på tryck, temperatur och förekomst olika kristaller, eller mineraler. I stort sett alla bergarter är uppbyggda av kristaller/mineraler. Några få undantag finns - som t.ex. flinta.
De mineral med högst smältpunkt kommer att bli fasta först (som olivin) och de med låg sist (som kvarts). På så vis skapas ofta en uppdelning av olika mineral i vertikal led, med de först kristalliserade mineralen mot botten på magmakammaren.